# Collyris
Collyris is een geslacht van kevers uit de familie van de loopkevers (Carabidae). De wetenschappelijke naam van het geslacht is voor het eerst geldig gepubliceerd in 1801 door Fabricius.

## Soorten
Het geslacht Collyris omvat de volgende soorten:
- Collyris brevipennis Horn, 1901
- Collyris colossea Naviaux, 1994
- Collyris dohrni Chaudoir, 1860
- Collyris dormeri Horn, 1898
- Collyris gigas Lesne, 1901
- Collyris longicollis (Fabricius, 1787)
- Collyris mniszechi Chaudoir, 1864
- Collyris robusta Dohrn, 1891
- Collyris subtilesculpta Horn, 1901